# Итальянский пруд
Итальянский пруд — пруд в Кронштадте. Расположен в юго-восточной части города, напротив Итальянского дворца. Объект культурного наследия России федерального значения.

## История
Итальянский пруд является частью Купеческой гавани, в которой зимовали торговые суда, приходившие в Кронштадт. Из Итальянского пруда по вытекающему из него Обводному каналу товары с судов доставлялись к торговым рядам (впоследствии — к кронштадтскому Гостиному двору). Строился в 1717—1727 годах под руководством архитектора Дж. Фонтана, в одно время с Итальянским дворцом. По дворцу же получил своё название.
Изначально пруд имел большие размеры и подходил к первому этажу Итальянского дворца. В 1780—1790-х годах часть пруда была засыпана и между прудом и дворцом образовалась перемычка-набережная (часть современной Макаровской улицы).
С 1815 года Итальянский пруд стал конечной остановкой первого регулярного пароходного маршрута из Санкт-Петербурга в Кронштадт — так называемых «пассажботов», спроектированных и построенных фирмой Чарльза Берда. Это была первая в России пароходная линия. В навигацию 1817 года стали совершаться регулярные пассажирские рейсы: по два в день. Впоследствии отсюда стали отправляться пароходные рейсы в страны Европы.
В середине XIX в. берега Итальянского пруда были отделаны гранитом. С 1860-х годов в зимний период на Итальянском пруду открывался каток.

## Достопримечательности
- На набережной пруда со стороны Макаровской улицы установлены крепостные и корабельные орудия XVIII—XIX веков, когда-то состоявшие на вооружении Кронштадтской крепости и фортов, а также кораблей. В 2005 году на восточном берегу пруда установлен памятный знак в честь 150-летия установления дружественных отношений России и Японии[4]. В 2016 году там же установлен закладной камень памятника подвигу моряков-тральщиков Балтийского флота, погибших при исполнении долга.
- На северном берегу пруда расположен Итальянский дворец
- Перед фасадом дворца с 1886 года стоит памятник исследователю Новой Земли П. К. Пахтусову. В 2007 году близ дворца установлен памятник-бюст художнику И. К. Айвазовскому
- На перемычке между прудом и Купеческой гаванью находится Голландская кухня
- На западном берегу пруда сохранился старинный портовый кран XIX века. С помощью такого крана с кораблей после ввода на зимовку снимались мачты для хранения на суше. Весной, перед началом навигации тот же кран использовался для того, чтобы установить мачты обратно на корабли.
- На западном берегу пруда расположено историческое здания Рыбных рядов (1827—1828 гг.), которое использовалось в качестве рынка, где торговали живой рыбой, питьевой водой из Ладожского озера и другими товарами. В настоящее время Рыбные ряды находятся на территории воинской части и свободного доступа к ним нет.
- К востоку от пруда находится канал Петра Великого с Доковым мостом по Макаровской улице, а за каналом — Петровский парк с памятником Петру I.
- В том месте, где из пруда вытекает Обводный канал, на устое Синего моста установлен Кронштадтский футшток. На том же Синем мосту установлен памятник блокадной колюшке.

## Галерея
- Рыбные ряды
- Портовый кран
- Голландская кухня
- Пушки и Петровский парк